# George J. Feldman
George Joseph Feldman (* 6. November 1904 in Boston; † 22. November 1994 in Bryn Mawr, Pennsylvania) war ein US-amerikanischer Journalist und Diplomat, der unter anderem zwischen 1965 und 1967 Botschafter der Vereinigten Staaten in Malta sowie von 1967 bis 1969 Botschafter in Luxemburg war.

## Leben
George Joseph Feldman absolvierte ein Studium der Rechtswissenschaften an der Juristischen Fakultät (Law School) der Boston University und arbeitete als Journalist bei der Tageszeitung Boston Herald. Er war zeitweise bis zur Verabschiedung des Smoot-Hawley Tariff Act 1930 Mitarbeiter von David I. Walsh, der von 1919 bis 1947 die Demokratische Partei als US-Senator für Massachusetts vertrat. Danach war er zwischen 1930 und 1932 als juristischer Assistent im Stab des Chef-Rechtsberaters der Bundeshandelskommission FTC (Federal Trade Commission) tätig und nahm im Anschluss eine Tätigkeit als Rechtsanwalt in Boston auf. Gleichzeitig war er Lektor (Lecturer) an der juristischen Fakultät der Boston University und hielt dort Vorlesungen über Handelsregulierungen und das Bundeskartellgesetz. In der Zwischenzeit war er auch wieder Mitarbeiter von Senator David I. Walsh und arbeitet am Entwurf des Walsh–Healey Public Contracts Act of 1936, der sich mit Arbeitsvereinbarungen in Regierungsverträgen befasste. Außerdem war er Chef-Rechtsberater der Compliance-Abteilung der National Recovery Administration (NRA), eine von US-Präsident Franklin D. Roosevelt als Teil des New Deal durch das National Industrial Recovery Act of 1933 gegründete und bis zum 27. Mai 1935 bestehende Bundesbehörde zur Bekämpfung der Weltwirtschaftskrise.
Anschließend war Feldman wieder als Rechtsanwalt tätig sowie 1952 und 1956 Rechtsberater des Plattformausschusses und des Redaktionsausschusses des Wahlkampfkomitees von Adlai Ewing Stevenson, Jr., dem demokratischen Kandidaten bei der US-Präsidentschaftswahl 1952 und der US-Präsidentschaftswahl 1956. Er wurde 1959 erster Direktor und Rechtsberater des US House Select Committee on Astronautics and Space Exploration, ein ständiger Ausschuss des Repräsentantenhauses der Vereinigten Staaten, der am 3. Januar 1959 als Folge des Starts von Sputnik durch die Sowjetunion als gegründet wurde. Nach der Wahl von John F. Kennedy zum US-Präsidenten war er zwischen 1961 und 1962 Mitarbeiter des Citizens Committee on NATO, dem unter anderem Christian Herter und William L. Clayton angehörten. Er war in dieser Zeit ferner Delegierter bei der Zweiten Seerechtskonferenz und wurde 1962 einer der Direktoren der Communications Satellite Corporation (COMSAT), ein globales Telekommunikationsunternehmen mit Sitz in den Vereinigten Staaten, das durch den Communications Satellite Act von 1962 gegründet und am 1. Februar 1963 als börsennotiertes Unternehmen eingetragen wurde.
Am 22. Juli 1965 wurde George J. Feldman zum Botschafter der Vereinigten Staaten in Malta ernannt und überreichte am 5. Oktober 1965 seine Akkreditierung. Er wurde damit erster Botschafter in Malta nach der Unabhängigkeit des Landes am 21. September 1964 und verblieb auf diesem Posten in Valletta bis zum 6. September 1967, woraufhin Hugh H. Smythe ihn ablöste. Er selbst wiederum wurde am 18. Oktober 1967 zum Botschafter in Luxemburg ernannt, wo er am 20. Dezember 1967 als Nachfolger von Patricia Roberts Harris sein Beglaubigungsschreiben überreichte. Den Posten als Botschafter in Luxemburg behielt er bis zum 7. Juli 1969 und wurde daraufhin von Kingdon Gould, Jr. abgelöst.

## Veröffentlichungen
- Does trade need anti-trust laws?, Mitautor Alexander Levene, R. Long & R. R. Smith, Inc., New York 1931
- Business under the new price laws. A study of the economic and legal problems arising out of the Robinson-Patman Act and the various fair trade and unfair practices laws, Mitautoren Burton A. Zorn, Saul Nelson, Joseph Taylor Robinson, Wright Patman, Prentice-Hall, Inc., New York 1937
- Robinson-Patman act: advertising and promotional allowances, Mitautor Burton A. Zorn, Washington, D.C. 1948
- The reluctant space-farers. A study in the politics of discovery, Mitautor Frank Gibney, New American Library, New York 1965

in deutscher Sprache
- Die widerwilligen Raumfahrer. Irdische Konsequenzen der Forschung im All, Mitautor Frank B. Gibney, Übersetzung von Ingeborg Schmidt, Argon-Verlag, Berlin 1967